# 7244 Villa-Lobos
A 7244 Villa-Lobos (ideiglenes jelöléssel 1991 PQ1) a Naprendszer kisbolygóövében található aszteroida. Eric Walter Elst fedezte fel 1991. augusztus 5-én.